# Tempio di Tanah Lot

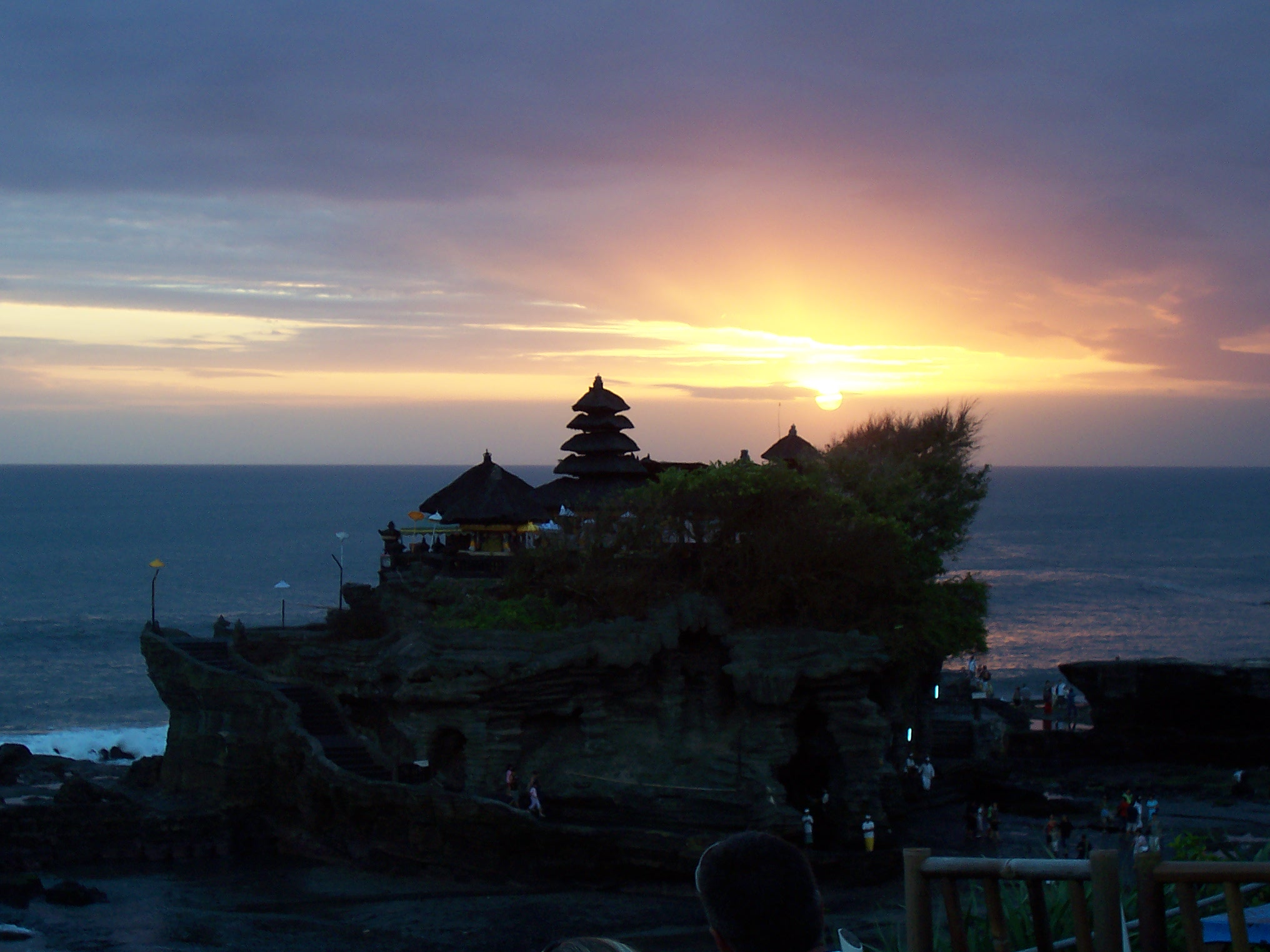
Il tramonto a Tanah Lot

Il tempio di Tanah Lot (Pura Tanah Lot) è un tempio induista collocato in cima a una formazione rocciosa sulla costa sud-ovest dell'isola di Bali, nella Reggenza di Tabanan, a circa 20 km da Denpasar. Oltre ad attirare pellegrini e devoti indù è una popolare meta turistica e uno dei luoghi più fotografati di tutta l'isola. È uno dei templi balinesi del mare (pura segara). "Tanah Lot" significa "Terra [nel] mare" in balinese.

## Storia
Si ipotizza che sia stato fondato nel XVI secolo dal saggio Dang Hyang Nirartha.
Le leggende riguardo alla fondazione del tempio hanno subito variazioni nel corso del tempo e ora ne esistono numerose versioni. Alcune narrano che il saggio, durante uno dei suoi viaggi, si imbatté in questo magnifico luogo e decise di trascorrere la notte lì. Alcuni pescatori lo videro e gli portarono dei doni. La mattina seguente ordinò ai pescatori di costruire un tempio sulla formazione rocciosa, in quanto quello era un posto perfetto per venerare gli dei del mare.
Altre sostengono che Nirartha stesse pregando nel vicino Tempio di Rambut Siwi, quando un raggio di luce proveniente da sud attirò la sua attenzione. Il saggio si mise alla ricerca e scoprì che il raggio scaturiva da una fonte di acqua sacra. Iniziò a predicare alla gente del posto provocando le antipatie del sacerdote locale che gli chiese di andarsene.
Per tutta risposta Nirartha pregò e meditò così intensamente che spinse la formazione rocciosa sulla quale stava pregando nel mare, creando così Tanah Lot. Trasformò poi la propria sciarpa in serpenti velenosi, che avrebbero dovuto proteggere il tempio.

## Il tempio
La principale divinità del tempio è Varuṇa o Bhatara Segara, nella sua manifestazione della potenza marina. Nell'antichità anche Nirartha stesso veniva qui venerato.
Il tempio è parte della mitologia balinese da secoli. È uno dei sette templi balinesi del mare (pura segara), posti sulla costa sud-ovest dell'isola a vista d'occhio in modo da formare una catena immaginaria.
In una grotta davanti al tempio, i monaci tengono imprigionati dei serpenti marini velenosi che si crede proteggano il tempio dagli spiriti maligni e dagli intrusi.
Sotto alla formazione rocciosa, sgorga la sorgente di acqua sacra (air suci) utilizzata per riti di purificazione ai quali chiunque può partecipare facendo una donazione al tempio.
L'accesso alla parte interna del tempio è permesso solo agli induisti.

## Opere di restauro
Nel 1980, alcune parti della formazione rocciosa iniziarono a crollare e l'area divenne pericolosa. Il governo giapponese garantì un prestito a quello indonesiano di 800 miliardi di rupie per la conservazione dei luoghi storici e religiosi dell'isola. Oltre un terzo della roccia di Tanah Lot non è originale ma proviene dall'opera di restauro attuata degli anni 80.

## Il tempio di Batu Bolong

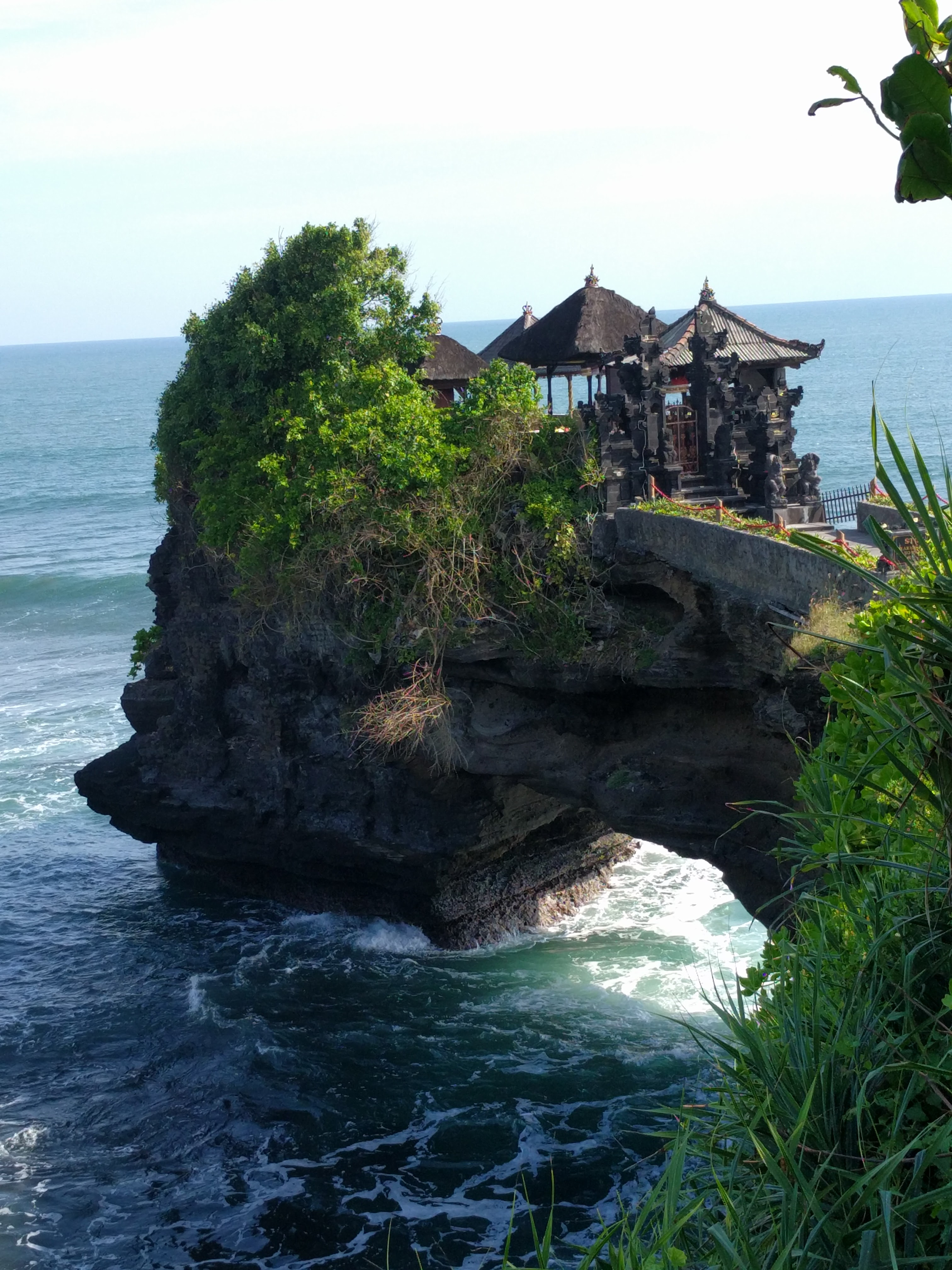
Il tempio di Batu Bolong, situato vicino a Tanah Lot

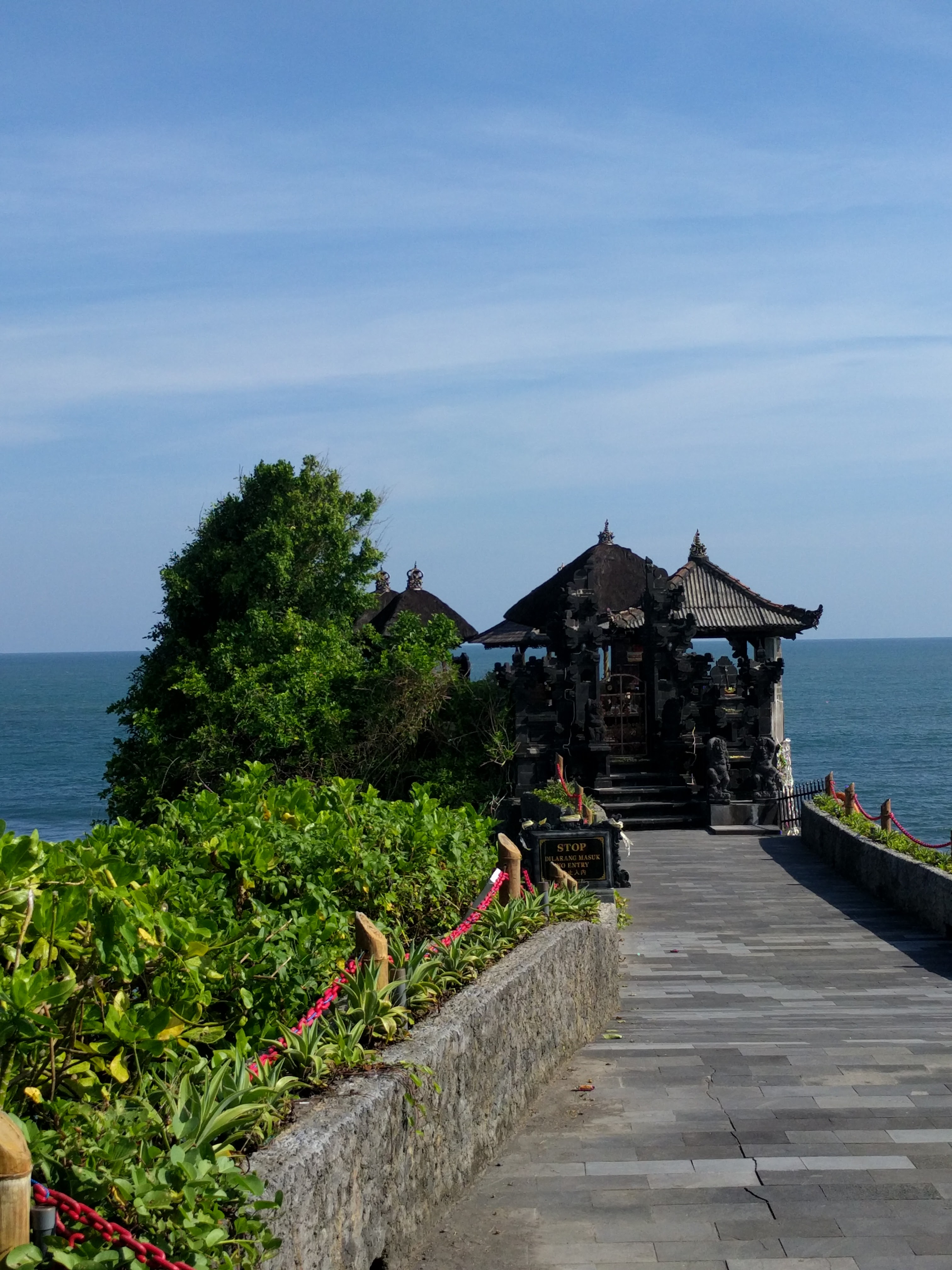
L'entrata del tempio di Batu Bolong

Il tempio di Batu Bolong, a pochissima distanza da Tanah Lot, è collocato anch'esso in una suggestiva formazione rocciosa collegata alla terraferma da sorta di ponte naturale. In balinese il suo nome significa pietra vuota. Si dice che Batu Bolong fu costruito come protezione verso Tanah Lot. Oggi è un importante sito di purificazione, specialmente nelle notti di luna piena, e durante la cerimonia del Melasti.

## Turismo
La zona è meta di turisti e la Tanah Lot è una dei luoghi più fotografati di tutta l'isola. Per questo motivo, nella zona circostante sono sorti mercatini che vendono souvenir e cibo. Per accedervi è necessario pagare un biglietto d'ingresso.